# Horgau
Horgau – miejscowość i gmina w Niemczech, w kraju związkowym Bawaria, w rejencji Szwabia, w regionie Augsburg, w powiecie Augsburg. Leży na terenie Parku Natury Augsburg – Westliche Wälder, około 15 km na zachód od Augsburga, przy drodze B10.

## Polityka
Wójtem gminy jest Thomas Hafner, rada gminy składa się z 14 osób.
|      | CSU | SPD | FW | Bürgerverein Rothtal | Bündnis Umwelt | Razem |
| 2008 | 4   | 1   | 3  | 5                    | 1              | 14    |
| 2002 | 4   | 1   | 3  | 5                    | 1              | 14    |

### Współpraca
Miejscowość partnerska:
- Bundenthal, Nadrenia-Palatynat